# I miei primi 40 anni
I miei primi 40 anni è un film del 1987 diretto da Carlo Vanzina, ispirato all'omonima autobiografia di Marina Ripa di Meana.

## Trama
Quando ci fu la liberazione di Roma dall'occupazione tedesca, Marina era appena una bimba; dopo la sua infanzia il padre e la madre prenderanno coscienza che la sua adolescenza fa presagire molta inquietudine. Dopo le sue prime esperienze erotiche con la cameriera di casa, incomincia a frequentare ragazzi conosciuti in piazza Navona e nei dintorni. Prima costruisce un atelier di moda con una sua amica marchesina, Doris Caetani. L'uomo scelto per le sue nozze è il giovane duca squattrinato, Massimiliano Caracciolo Villalta, ma dopo la nascita della loro figlia Lucrezia avviene la separazione, anche per le violenze che subisce Marina. Marina, dopo il divorzio con il duca Caracciolo e ormai diventata ancora più bella ed elegante, diviene l'accompagnatrice del Principe Riccio, un uomo d'affari molto ricco, amante però del lieto vivere e che al posto di fare l'amore preferisce affilare coltelli.
Infatti il principe permette a Marina di tradirlo facendo l'amore con playboy della Costa Azzurra. Non soddisfatta del suo lieto vivere, Marina pianta il principe per vivere con Roberto D'Angelo, un pittore d'avanguardia, contestatore e cocainomane, ma poco dopo lo lascia per un suo tradimento, per tornarvi dopo un suo tentativo di suicidio. In Spagna poi nasce un rapporto con il giornalista Nino Ranuzzi de l'Espresso, il giorno della nomina di Bettino Craxi a presidente del Consiglio. Ranuzzi preferisce alla fine restare con la moglie e Marina continua la sua vita movimentata finendo con l'innamorarsi dell'organizzatore della Biennale del dissenso, a Venezia, Carlo Donati Dadda, con il quale si sposa.

## Distribuzione
Il film è stato distribuito in DVD dalla Mustang Entertainment. Una versione più lunga per la televisione fu trasmessa su Canale 5 in due serate martedì 3 e mercoledì 4 ottobre 1989 e distribuita in DVD in un'edizione speciale nel 2020.

## Sequel
Nel 1989 uscì il sequel intitolato La più bella del reame, sempre con Carol Alt nel ruolo della protagonista.